# Ina Svenningdal
Ina Svenningdal (Oslo, 16 de junio de 1996) es una actriz noruega.

## Antecedentes y Trabajo.
Svenningdal creció en Grorud y fue a la escuela secundaria Apalløkka y a la escuela de Hartvig Nissen. Desde el otoño de 2016 asiste a la Statens teaterhøgskole.
Svenningdal ya obtuvo su primer papel cuando tenía cuatro años, en la obra Putti Plutti Pott en el escenario de Oslo Spektrum.
Es conocida por su papel en la serie de televisión Skam, donde interpreta al personaje de Chris Berg y el papel de Åsa en la serie de televisión Linus i Svingen y Jul i Svingen.